# エキサイティングマックス!
『エキサイティングマックス!』（EX MAX!）は、文友舎が発行していた月刊誌。2007年創刊の男性誌で、ぶんか社、楽楽出版を経て、文友舎が発行していた。
2024年12月発売の2025年1月号が雑誌としての最終号となり、以降の2025年2月号からはKindleなどで購読できるデジタル版に移行した。

## ミスEXMAX
グラビアアイドル発掘オーデイションである「ミスEXMAX」を開催している。2024年度は木南美々、丸山りさ（りさ。ちゃん）がグランプリを獲得した。

## その他の特徴
飯塚敦によるカレーの記事「それでもカレーは食べ物である」が連載されている。2019年10月号では、村西とおると空気階段の対談記事が掲載された。岸田法眼も寄稿している、

## 最終号までの連載
- スターGossipワイドショー（EX MAX!編集部） - その月の芸能スキャンダルをまとめて報道する。
- それでもカレーは食べ物である（飯塚敦[注 1]） - カレー店舗取材コラム
- エロスの寄り道（本橋信宏） - 本橋信宏による自伝的回想コラム。
- 古き良き日本の風俗遺産（EX MAX!編集部）
- アタック西本のペロペロ♡劇場（ジェラードン・アタック西本） - 4コマ漫画
- SODニューススクランブル（SOD宣伝広報） - ソフト・オン・デマンドグループによる情報コーナー。付録DVDにはおすすめ作品のダイジェスト映像が収録された。
- 着エロエンジェル - 制作会社スマッシュTVによる情報コーナー。付録DVDにはダイジェスト映像が収録された。
- グラドルSEXYワークアウト - DVD連動コーナー。毎月1人のグラビアアイドルがスポーツウェアでスポーツジムを舞台に筋トレに励む。撮影協力はパーソナルジムのBODYプロモーション。
- エキサイティングプレゼント - プレゼントコーナー。
- 丸山りさとバーチャルデート（丸山りさ（りさ。ちゃん）） - ミスEX MAX2024の丸山りさ（りさ。ちゃん）によるデート気分グラビアコラム[10]。
- 木南美々の美々ちゃんは僕の嫁（木南美々） - ミスEX MAX2024の木南美々による炊事・掃除などをテーマにしたグラビアコラム。掃除してほしい家は募集していた[11]。
- 純白ビキニーズ - 白水着こそ至高であるという考えのもグラビアアイドルに白い水着を着てもらう付録DVD連動コーナー。毎月2名のアイドルが掲載された。スチール撮影は前村竜二[12]。
- 足ツボ大陸 - 付録DVD連動コーナー。登場グラビアアイドルは、足ツボを押されている時間だけ、イベントやイメージビデオ作品の告知ができる。紙面ではグラビア特写のほか、悶絶写真、「今月のアイドルの弱点」として足ツボを押した結果の体調診断も記載される。
- フィルムカメラを趣味にする（鈴木文彦） - 編集者、カメラマンの鈴木によるフィルム写真コラム。モデル、使用レンズなども紹介される。全100回。モデルは鈴木ではなく、編集長が選定していた[13]。